# Piney Woods Blues
Piney Woods Blues — студійний альбом американського блюзового музиканта Біг Джо Вільямса, випущений в 1958 році лейблом Delmar(k). Включений до Зали слави блюзу у категорії «Класичний блюзовий запис» (альбом).

## Опис
Записаний 10 січня та 18 лютого 1958 року в Сент-Луїсі. Альбом став дебютним для музиканта, і другим записаним блюзовим альбомом в історії Delmark Records після The Dirty Dozens Спеклд Реда.
Вільямс виконав пісні на своїй 9-ти-струнній гітарі під акомпанемент гітари та губної гармоніки Дж. Д. Шорта. Серед композицій — кавер-версії «Drop Down Mama» і «Someday Baby» Сліпі Джона Естеса, «Good Morning Little Schoolgirl» Сонні Бой Вільямсона, «Shetland Pony Blues» Чарлі Паттона, а також власна пісня «Baby Please Don't Go», яка згодом стала блюзовим стандартом і в 1992 році була занесена Зали слави блюзу.
У 2008 році Piney Woods Blues був включений до Зали слави блюзу у категорії «Класичний блюзовий запис» (альбом).

## Список композицій
1. «Baby Please Don't Go» (Біг Джо Вільямс) — 3:04
2. «Drop Down Mama» (Сліпі Джон Естес) — 2:28
3. «Mellow Peaches» (Біг Джо Вільямс) — 3:08
4. «No More Whiskey» (Біг Джо Вільямс) — 3:12
5. «Tailor Made Babe» (Біг Джо Вільямс) — 3:35
6. «Big Joe Talking» [інтерв'ю] (Біг Джо Вільямс) — 3:35
7. «Someday Baby» (Сліпі Джон Естес) — 2:59
8. «Good Morning Little Schoolgirl» (Сонні Бой Вільямсон I) — 3:12
9. «Peach Orchard Mama» (Біг Джо Вільямс) — 3:42
10. «Juanita» (Біг Джо Вільямс) — 3:24
11. «Shetland Pony Blues» (Чарлі Паттон) — 3:08
12. «Omaha Blues» (Біг Джо Вільямс) — 3:08

## Учасники запису
- Біг Джо Вільямс — гітара (9-ти-струнна), вокал
- Дж. Д. Шорт — гітара, губна гармоніка

Технічний персонал
- Роберт Г. Кестер — продюсер
- Тернер Гопкінс — фотографія [обкладинка]
- В. Гопкінс — дизайн